# Johannes Barend Litzau
Johannes Barend Litzau, bekend als J.B. Litzau en Jean Baptiste Litzau, (Rotterdam, 10 september 1822 – aldaar,Kralingen, 17 juli 1893) was een Nederlands componist en organist.
Hij was zoon van taalmeester en beëdigd vertaler Jacob Gabriël Litzau en Anna Helder. Vader bracht hem Duitse taal en letterkunde bij hetgeen hem later hielp bij de ontwikkeling van zijn muziektheorie. Hijzelf was getrouwd met Johanna Schatborn. Hij werd onwel op straat, wist nog zijn woning te halen en overleed aldaar.
Hij kreeg zijn muziekopleiding van organisten Johannes Bernardus Bremer (organist Lutherse Kerk) en Barthold Tours (organist Sint Laurenskerk), maar was ook deels autodidact. Hij trad al vanaf zijn twaalfde en tijdens zijn studie op als pianist. Vanaf 1843 was hij organist van de Engels-Presbyteriaanse kerk in Rotterdam en vanaf 1855 van de Lutherse kerk, waar hij ook betrokken was bij de restauratie van het orgel. In die laatste functie zou hij tot 1890 werkzaam zijn. Hij zou uitblinken in werken van Johann Joseph Fux, Antonín Rejcha, Luigi Cherubini, Giovanni Pierluigi da Palestrina, Girolamo Frescobaldi, Dietrich Buxtehude etc. Hij was voorts orgeldocent.
Hij schreef sinds 1886 voor het Maandblad voor organisten als ook voor het Duitse blad Die Orgel. Hij was een van de oprichters van de Delftse Bachvereniging; hij was groot bewonderaar van Johann Sebastian Bach. Litzau keurde voorts nieuw gebouwde orgels zoals dat in Beusichem in 1858 en was examinator voor kandiaat-organisten.
Gedurende zijn leven als organist schreef hij een aantal werken waaronder:
- De psalmen, evangelische gezangen en een vervolgbundel voor orgel of harmonium, dat in 1913 al meerdere drukker beleefd had
- Inleiding en dubbelfuga in vrije stijl
- Sneeuwvermaak; cantate voor solist, driestemmig kinderkoor en piano
- opus 6: Drie Klavierstücke (1: Walzer; 2: Menuett; 3: Impromptu)
- opus 7: Twee liederen met piano (1: Avondliedje; 2: Wiegeliedje)
- opus 8: Prelude en fuga over een boetgezang der Hussiten uit de 15e eeuw
- opus 9: Orgelbewerking van het Koor der priesters uit Salomo van Händel
- opus 10: Canon en Vartiatiën over een morgenlied der Boheemse broeders uit de 16e eeuw
- opus 11: Inleiding en variatiën over een dito Avondlied
- opus 12: Inleiding, variatiën en koraal met fuga over een stervenslied uit de 16e eeuw
- opus 13: 32 gemakkelijke voorspelen/preludes
- opus 14: Inleiding en dubbelfuga
- opus 15: Einleitung, Fuge und Variationen über Christ ist erstanden
- opus 16: 12 Koraalwerken en lichte stukken voor orgel
- opus 17: 16 Korte preludes voor ogel
- opus 18: Fuge a 5 voci over Aus tiefer Noth
- opus 19: Sonate in a-mineur voor orgel
- opus 20: Fantasie in Variationenform über die Melodie des Hildebrandliedes
- opus 21: Canon, Abendlied, varrirtur choral und nachspiel
- opus 22; Vier Clavieretuden für die Verzierungen
- opus 23: Drie liederen voor gemengd koor met orgel of piano (1: Gebed des Heeren; 2: Zalig zijn de Dooden; 3: Loof den Heer, mijn ziel)
- opus 24: Sonate nr 2 in E-majeur voor orgel
- opus 26; Abendlied für violine, harmonium oder piano

Een aantal werd uitgegeven door Breitkopf & Härtel (Litzau’s Orgelwerke)en Johann Alsbach . Zijn laatste werk was Concertsatz in strengen Stil über vier Subjecten kreeg haar wereldpremière in augustus 1893, vlak na zijn dood.
- Bibliothèque nationale de France: cb13925198k (data)
- Biografisch Portaal: 50265095
- Gemeinsame Normdatei: 117066370
- International Standard Name Identifier: 0000 0000 7725 1159
- Library of Congress Control Number: no2007067458
- Nationale Bibliotheek van Tsjechië: xx0178683
- Nederlandse Thesaurus van Auteursnamen: 145510875
- Istituto Centrale per il Catalogo Unico: MUSV039234
- Virtual International Authority File: 24867693
- WorldCat: E39PBJvhky6JMxRRqHWtYtFHYP